# Druhý jazyk
Druhý jazyk je jazyk, kterým člověk dokáže hovořit vedle svého jazyka mateřského. Pojem druhého jazyka je třeba odlišit od pojmu cizího jazyka – o druhém jazyku se hovoří, jestliže je jeho znalost pro mluvčího nutná v každodenním životě. Jestliže tomu tak není, označuje se takový jazyk jako cizí jazyk.